# Arpeggiator

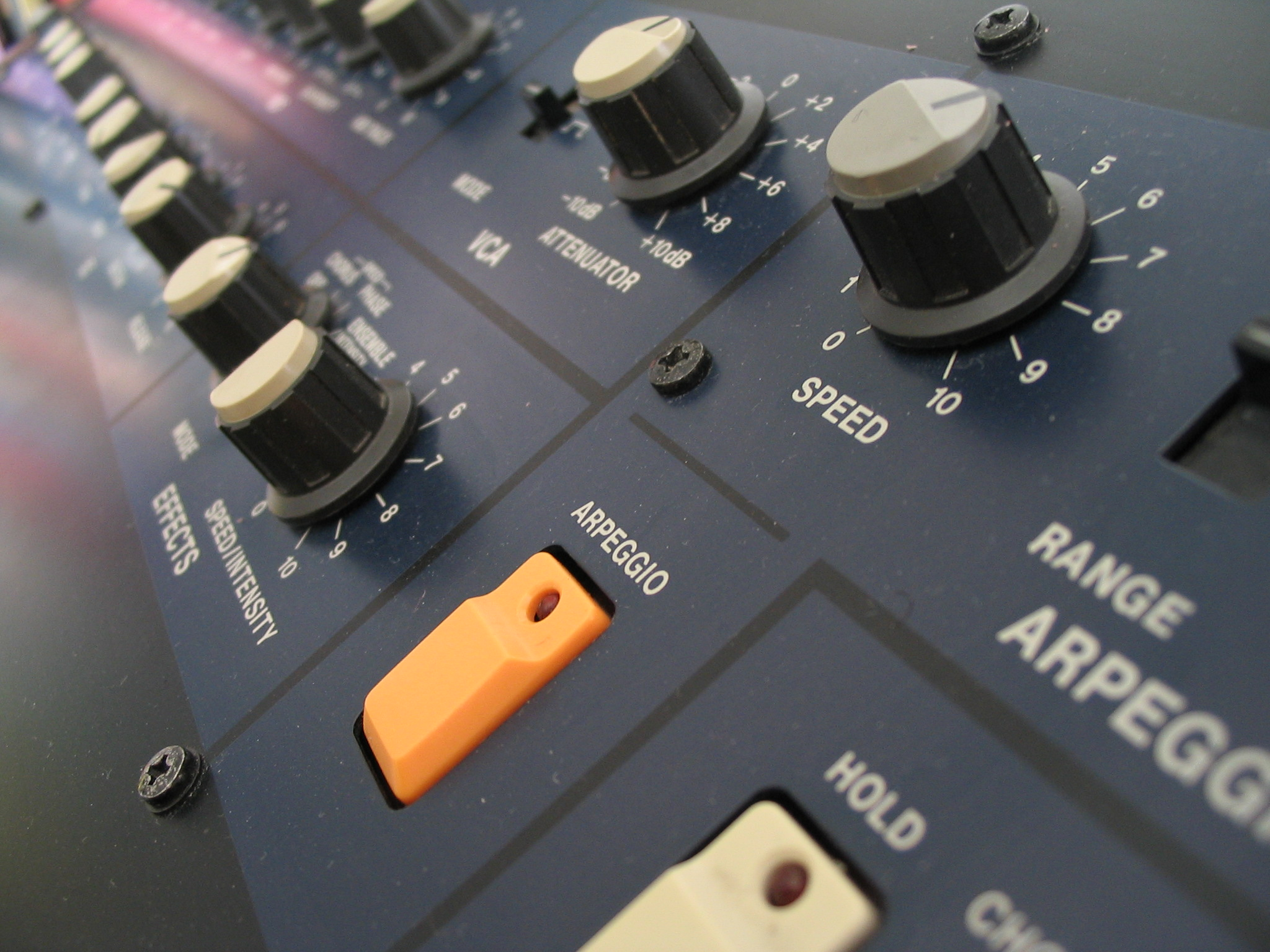
Arpeggio-Taste auf einem Synthesizer

Arpeggiator wird eine Funktion im Bereich der elektronischen Musik genannt, die eine kurze, zusammenhängende Folge von Tönen erzeugt. Der Begriff ist ein Kunstwort, auf dem italienischen Arpeggio und wiederum arpa basierend, italienisch für Harfe: Beim charakteristischen Harfenspiel, das häufig als Begleitinstrument zu Gesang oder führenden Instrumenten diente, wird meist eine Abfolge von Saiten angeschlagen.
Arpeggiatoren kamen in den 1970er Jahren unter anderem auch in Heimorgeln auf, wo sie zu den Funktionen der Begleitautomatik zählten: der Grundton des fortlaufenden Arpeggios wurde durch Drücken der entsprechenden Taste im unteren Manual gewählt. Insbesondere die analogen Yamaha-Electone-Modelle verfügten über umfangreiche Arpeggiofunktionen mit vier, sechs oder sogar acht Variationen.
Ein (Hardware- oder Software-) Sequenzer oder auch Synthesizer besitzt heute häufig  Arpeggiator-Funktionen. Die Aufzeichnung erfolgt meist durch Eingabe eines Akkords, also das gleichzeitige Betätigen mehrerer Klaviatur-Tasten. Ein gespeichertes Arpeggio kann dann wie eine einzelne Note ausgelöst werden, wobei Tempo, Abspielrichtung (auf/ab) und ggfs. Transponierung (Verschiebung der Tonhöhe) einstellbar sind.